# 普弗龍德山
47°15′45″N 9°50′33″E / 47.262470°N 9.842398°E

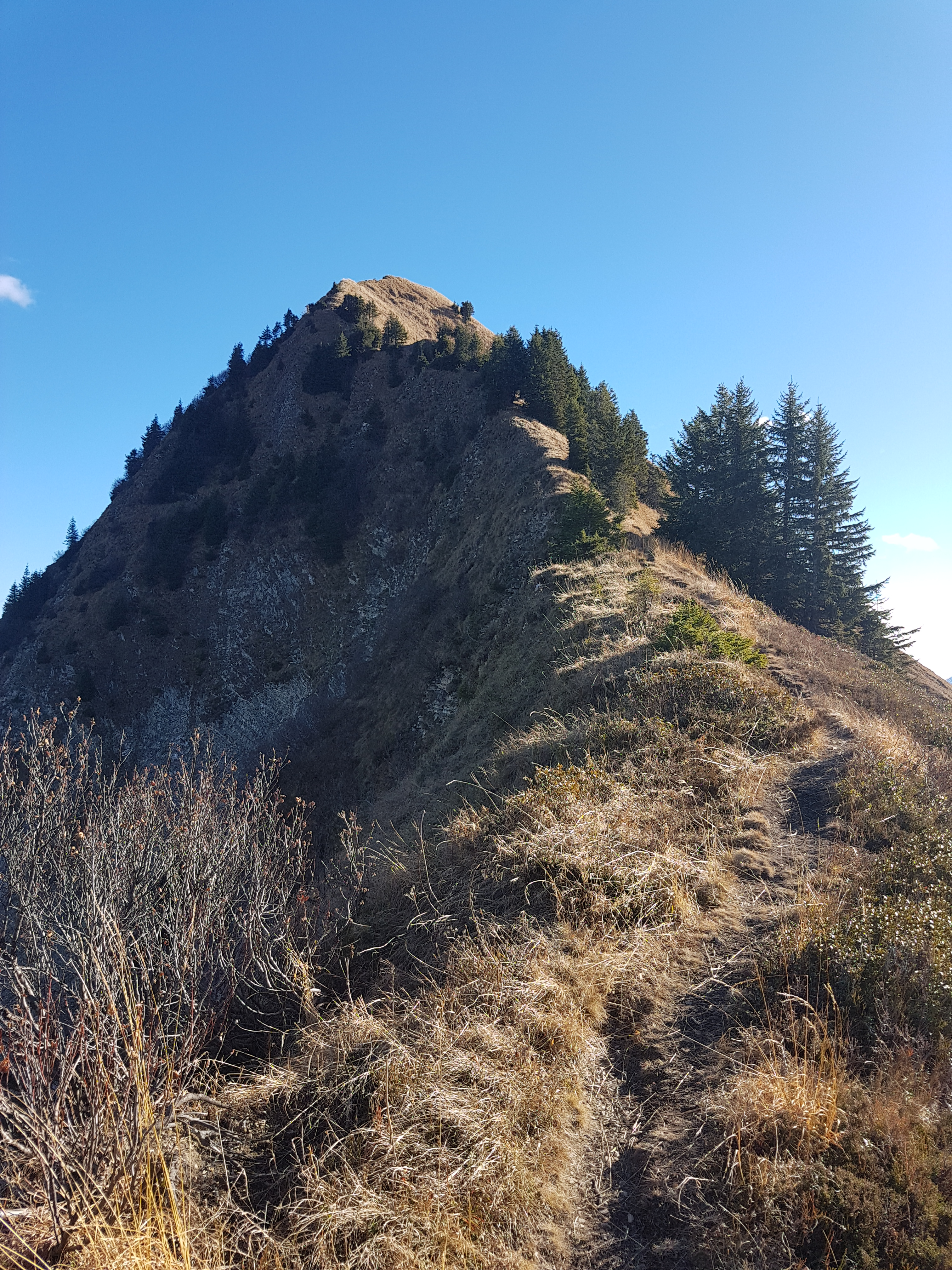

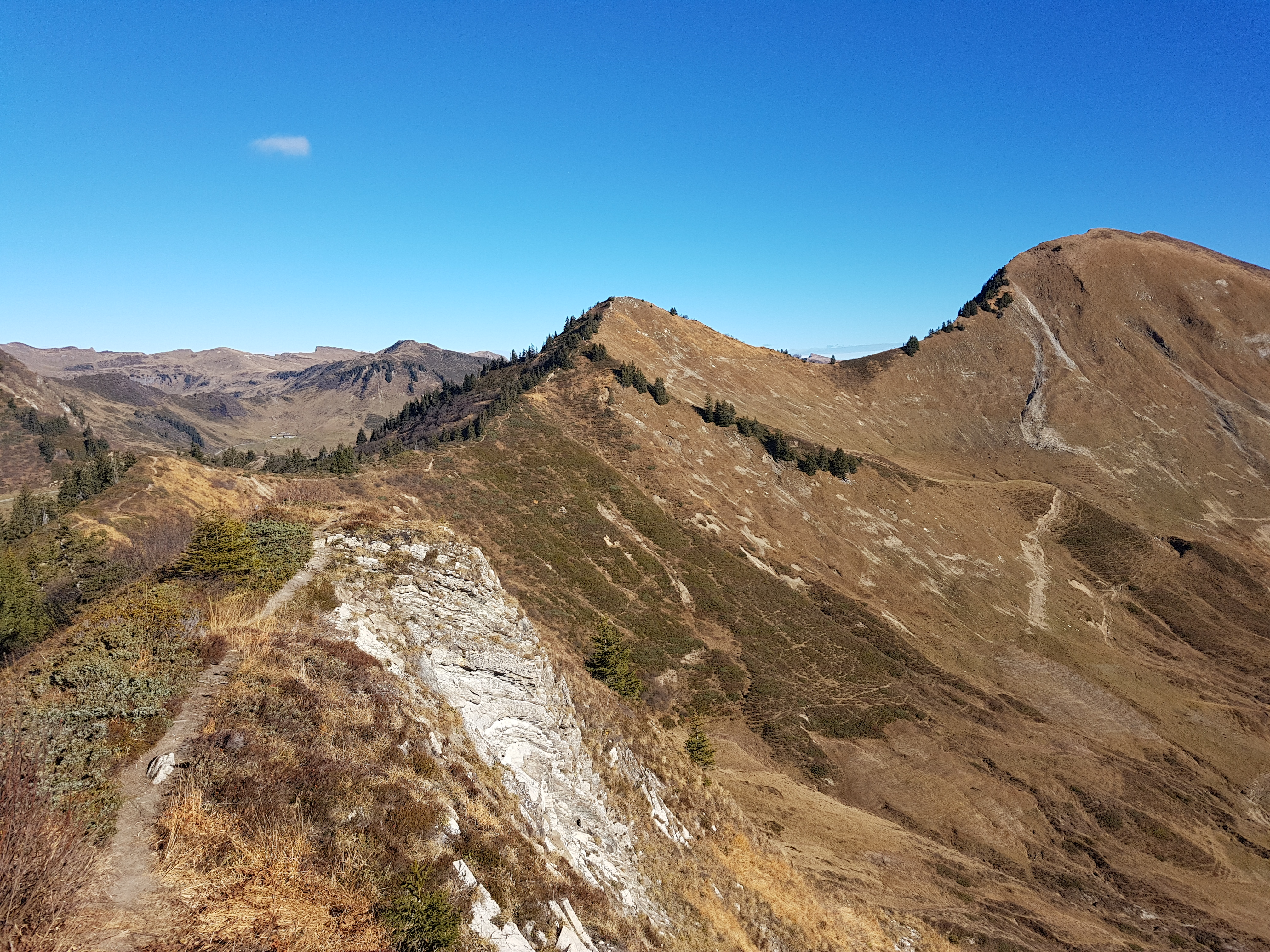

普弗龍德山（德語：Pfrondhorn），是奧地利的山峰，位於該國西部，由福拉爾貝格州負責管轄，屬於布雷根茨森林山脈的一部分，距離勒費爾峰1.5公里，海拔高度1,949米，每年平均降雨量1,852毫米。